# Aisubeki mirai e
Aisubeki Mirai e (愛すべき未来へ?  "Para el futuro adorable") es el séptimo álbum de estudio de la banda japonesa Exile, que fue lanzado el 2 de diciembre de 2009 bajo su discográfica Rhythm Zone. También es su primer álbum de estudio realizado por 14 miembros.
El álbum incluye canciones de sus sencillos "Ti Amo," "Someday," "Fireworks" y "Futatsu no Kuchibiru." "Ti Amo" y "Someday" ganaron los premios grand prix en el 50th Japan Record Awards y 51st Japan Record Awards respectivamente.
Aisubeki Mirai e debutó en el puesto número uno en el Oricon daily album charts con una venta de alrededor de 229 000 copias en su primer día. Con las ventas semanales de alrededor de 730 000 copias, también debutó en la posición número uno en las listas de Oricon weekly album charts. Aisubeki Mirai e fue certficado Million por the Recording Industry Association of Japan por el envío de 1 000 000 de copias.

## Lista de pistas
1. Someday
2. Shooting Star
3. Your Smile
4. Yasashii Hikari (優しい光?  "Luz Suave")
5. If I Know
6. Ti Amo
7. Futatsu no Kuchibiru (ふたつの唇?  "Dos Labios")
8. A Leaf (Rasenjō no Sayonara) (A leaf〜螺旋状のサヨナラ〜?  "Una espiral de hojas Adiós")
9. Heavenly White
10. The Next Door
11. Fireworks
12. Generation
13. Angel
14. Forever Love
15. Aisubeki Mirai e (愛すべき未来へ?  "Para el futuro adorable")